# Język dem
Język dem, także: lem, ndem – język papuaski używany w prowincji Papua w Indonezji, w rejonie gór zachodnich. Według danych z 1987 roku posługuje się nim 1000 osób.
W klasyfikacji Ethnologue tworzy samodzielną gałąź w ramach rodziny języków transnowogwinejskich. Próbowano łączyć go z językami dani. Na taką jego przynależność wskazują podobieństwa słownikowe, jednakże nie można wykluczyć, że są to pożyczki z sąsiednich języków. Pawley i Hammarström (2018) traktują go jako izolat.
Pierwsze dane nt. tego języka zebrał C.C.F.M. Le Roux (1950).